# Blessed Death
Blessed Death war eine US-amerikanische Thrash-Metal-Band.

## Geschichte
Blessed Death gründete sich 1984 in Old Bridge, New Jersey, und veröffentlichte die zwei Alben Kill or Be Killed und Destined for Extinction. 1990 nahmen sie die Demo Terminal Rage auf. 1991 erschien die Live-CD Live Rage mit Aufnahmen aus Belgien von 1988 und aus Old Bridge von 1990.
Im Juli 1991 wurde Hour of Pain von Alex Perialas in den Pyramid Sound Studios in Ithaca aufgenommen, aber nicht veröffentlicht, da sich die Band 1992 auflöste. Auf dem Album spielte John „Zork“ Wieczorek Keyboard. Seit 2006 verkauft die Band das Album bei CD-Baby.com. 

## Stil
Die Texte von Blessed Death handeln von Massenvernichtung, Atomkriegen und der Apokalypse, um auf das Schlechte in der Welt aufmerksam zu machen.
Musikalisch inspiriert wurden sie von hauptsächlich von Black Sabbath, außerdem von Pink Floyd, Motörhead und Slayer. Anfangs gab es auch noch Einflüsse von Mercyful Fate und Voivod.
Der Rezensent des Musikmagazins Spex empfand Destined for Extinction als die „[b]rutalste Ausmerzung von jeglicher Subtilität“ und nannte den Stil „Derbo-Thrash“.

## Diskografie
- 1984: 1984 Demo (Demo)
- 1985: Demo '85 (Demo)
- 1985: Kill or Be Killed (Megaforce Records)
- 1987: Destined for Extinction (Roadrunner Records)
- 1990: Terminal Rage (Demo; Deadly Promotions)
- 1991: Live Rage (Live)
- 2006: Hour of Pain
- Rerelease von Destined For Extinction auf Old Metal Records